# Bohdíkov
Bohdíkov (niem. Märzdorf) – gmina w Czechach, w powiecie Šumperk, w kraju ołomunieckim. Według danych z 2021 r. liczyła 1 222 mieszkańców.
Dzieli się na części:
- Bohdíkov
- Komňátka
- Raškov

W miejscowości jest stacja kolejowa Bohdíkov.